# 火童
《火童》是一部中国上海美术电影制片厂制作的动画片，根据哈尼族民间故事改编。该片获得过日本第一届广岛国际电影节一等奖、第五届中国电影金鸡奖最佳美术片奖以及中华人民共和国文化部1984年度优秀美术片奖等。

## 剧情简介
很久以前，妖魔降臨人間，掠走了人們賴以生存的火種。一位哈尼山寨的勇敢少年明扎，他的阿爸（父親）為奪回火種，離家十五年，至今了無音訊。明扎下定决心繼承父志，尋回火種，村中長老儒瑪得知後，祈求天地與山林赐予明扎神力，送给他一把神弓和一個裝著家鄉泉水的葫蘆，並且告訴他凶狠无比的妖魔住在遙遠的石門山。
明扎告别阿媽（母親），路途經過熱浪遍地的赤水谷，救活了快要乾枯的老樹根，老樹根為他指了路。明扎一路來到冰封雪谷，隨即受到山邊溪水化成的女子考驗，並為其用神箭封住峡谷的風口。明扎被女子送到了石門山，随後遇見妖魔的鎮山虎在追逐一隻小羚羊。明扎用神箭困住鎮山虎，救了小羚羊，隨即拾得阿爸遺留的金竹刀。明扎用家鄉泉水喚醒了化成石頭的阿爸，父子相見，明扎歡喜不已，欲相擁卻無法碰觸到對方。原來阿爸已無法恢復人型，告訴明扎斬除妖魔的方法後，隨即升天離去。明扎悲慟，難以言喻。
此時小羚羊不斷用頭輕撞明扎的葫蘆，明扎瞭然，用家鄉泉水解除了魔咒，使小羚羊恢復妙齡少女樣貌。原来她是天神的女兒，被妖魔所害，下咒受困於此。在少女帶領之下，明扎深入洞底找到妖魔。
明扎欲趁妖魔熟睡時奪回火種，在與之周旋時不慎被妖魔抓住。明扎奮不顧身，立即將火種吞下，他的身體迅速燃燒。他忍著劇痛，在化為火球前用神箭消滅了妖魔。而明扎再也不能恢復人型，死前請求少女把他帶到他的阿媽身邊。
火球被少女带回了哈尼山寨，阿媽見到化為火球的明扎，傷心欲絕。為了紀念犧牲自己讓人們重獲光明的明扎，哈尼族便将火称作“明扎”。